# Luís Carlos Inácio Xavier de Meneses
Luís Carlos Inácio Xavier de Meneses , 5º conde da Ericeira, 1º marquês do Louriçal, (Lisboa, 1689 – Goa, 1742), foi um nobre e administrador colonial português, vice-rei da índia portuguesa entre 1717 e 1721 e entre 1740 e 1742.

## Biografia
Aplicado em livros, serviu na guerra da alta aliança e fez coisas de juízo e valor. Educado pelo pai, por D. Luís e D. Fernando de Menezes, conviveu com  os que concorriam às Conferências Eruditas e estudou, além de línguas modernas habituais e do latim, as matemáticas e a geografia, «sem gastar mto tempo nas miudezas escolasticas».
Bom militar, como provou nas campanhas da guerra de Espanha (como coronel e brigadeiro de infantaria no exército do Alentejo) e na ação na Índia contra piratas, e régulos subvencionados; mas seus interesses principais estavam no campo da economia, finanças, cultura e erudição. 

### Vice-rei da Índia
Os seus dois governos na Índia, o primeiro aos 27 anos como Vice-Rei e capitão-general da Índia em 1717-1721 e 1740-1742 (quando chegou com uma esquadra de seis naus e 2 mil soldados), foram notáveis - sobretudo o primeiro, quando venceu os árabes por três vezes e ganhou a cidade de Pot-Patane e a ilha de Zumba - do ponto de vista da administração publica, por ter restabelecido a ordem económica e financeira do domínio, e ter dado à armada força suficiente para assegurar ao comércio português a livre passagem pelos mares orientais.
Diz dele Veríssimo Serrão, que «foi o maior dos governantes do Oriente na primeira metade do Setecentos» (página 293).
«Mereceram-lhe especial interesse as praças do Norte, onde já então se fazia sentir a ameaça dos Maratas, pelo que restaurou as muralhas de Damão e de Diu. Graças ao almirante António de Figueiredo Dutra, foram os árabes vencidos em três encontros navais. Escreveu um relatório a propor meios para se atalhar os males e carências da Índia. No seu entender, deviam procurar-se boas relações com os potentados vizinhos, incluindo o Grão-Mogol e o xá da Pérsia, a quem enviou embaixadores com protestos de amizade».

### O homem
Como homem de grandes interesses intelectuais, devem-se ressaltar suas relações com Jussieu, ao qual comunicou exemplares e descrições de plantas de Portugal e do ultramar; o seu suplemento, em francês, do Dictionnaire Historique de Moreri; a Tradução da Histoire de Charles XII de Voltaire e um Vocabulario dos indigenas de Madagascar. 
Embora ligado pelo casamento à filha do conde da Ribeira Grande, à melhor nobreza do reino e da França, recebido com todas as honras pelo Duque de Orléans e por Luís XV de França, a Rainha viúva da Espanha e os príncipes de Rohan, seus parentes próximos, não gozava do favor de D. João V de Portugal, por questão de desconfiança pessoal, por acusações que lhe moveram, depois do primeiro governo da Índia, pelas relações mantidas com o Infante D. Manuel de Bragança, pela sua cultura «estrangeirada» e também sua dúvida pelas intrigas que lhe moveram os ofendidos pelo «Discurso Político».
Protegeu as fábricas que o conde seu avô estabeleceu apesar da decadência em que as achou. Na volta do seu governo de vice-rei na Índia, veio para a França- entre outros conhecimentos que aí adquiriu foi o principal o do estado de perfeição das Artes. Havendo-se recolhido ao reino em 1723, achou vedada sua entrada no Paço até 1736 - mas em tais 13 anos fez o maiores estudos na Economia Política, tomando todo o conhecimento do estado da Agricultura, das Artes e do Comércio.
«A primeira vez em que beijou a mão a El-Rei, apresentou um Discurso Político sobre os interesses do Reino, para mostrar que não estivera ocioso, ocupara aquele tempo em fazer-se útil à Patria. Entre outras inadvertências ou descuidos que lembrou, tocou largamente embora com moderação e prudência, no demasiado aumento do Clero secular e regular e na sua amontoada riqueza. O poder do clero escandalizado do conteudo dele, coadjuvado dos poderes da Superstição, do Fanatismo e da Ignorância, deu ao autor a denominação de falto de Religião.»
E de notar, entretanto, que mesmo durante o período em que não era recebido pelo Rei, respondia a consultas que lhe eram dirigidas pelo Conselho Ultramarino.

### Casamento e descendência
Casou com Ana Xavier de Rohan, filha de José Rodrigo da Câmara, 2° Conde da Ribeira Grande, e Constança Emilia de Rohan Soubise. Foram seus descendentes:
1. Francisco Xavier Rafael de Menezes, 6º Conde da Ericeira, 2º Marquês do Louriçal, senhor da Ericeira; 4º senhor de Ancião, 10º senhor do Louriçal
2. Constança Xavier de Menezes, casada ca. 1740 com seu primo José Félix da Cunha Menezes, senhor do morgado de Paio Pires
3. Henrique de Menezes (1727-1787) 7º Conde da Ericeira e 3º Marquês de Louriçal, senhor da Ericeira, 5º senhor de Ancião, 11º senhor do Louriçal
4. José Vicente de Menezes
5. Joana de Menezes
6. Margarida Xavier de Menezes
7. Fernando de Menezes

### Morte
Quando faleceu,  o «Elogio de Luis Carlos Inácio Xavier de Menezes, 5° conde da Ericeira, 1° Marquês de Louriçal", impresso em Londres, foi redigido pelo académico Sebastião José de Carvalho e Melo, futuro conde de Oeiras e Marquês de Pombal.